# Zdjela
Zdjela je posuda u kojoj se hrana iznosi ili priređuje miješanjem i sličnim postupcima. Zdjela je najčešće napravljena od porculana i stakla. Zbog svog kupastog oblika, zdjele se lako mogu držati u ruci bez straha da će se prosuti ono što se u njima nalazi. Veličina i dubina činija može biti različita.
Često se pogrešno smatra da su posuda i zdjela sinonimi.

## Etimologija
Riječ zdjela dolazi od starijeg *skъděla, a ona od latinskoga scutella.